# Paratrichophaea
Paratrichophaea es un género de hongos de la familia Pyronemataceae.